# Verdrag van Fontainebleau (november 1807)

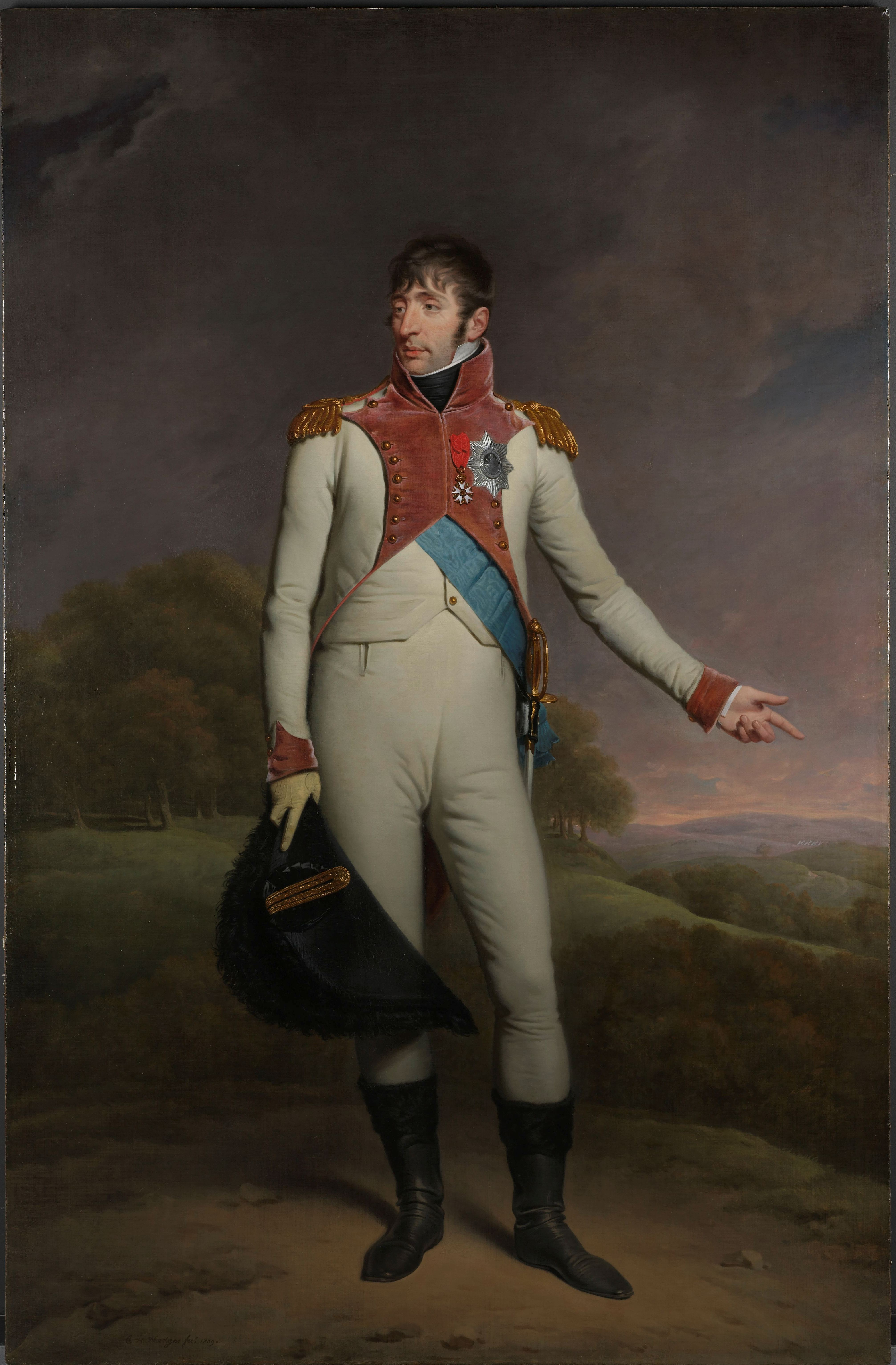
Koning Lodewijk I van Holland stond Vlissingen af aan Frankrijk in ruil voor onder meer Oost-Friesland

Het Verdrag van Fontainebleau was een verdrag tussen Frankrijk en het koninkrijk Holland waarbij onder andere het koninkrijk Holland de Zeeuwse stad Vlissingen afstond aan Frankrijk. Als compensatie hiervoor kreeg het koninkrijk onder meer Oost-Friesland. Het verdrag werd gesloten op 11 november 1807 in het Franse koninklijk paleis Fontainebleau tussen de Franse keizer Napoleon I en zijn broer, koning Lodewijk I van Holland.
Vlissingen was een belangrijke havenstad, met een goed verdedigde marinebasis en werf, strategisch gelegen aan de monding van de Schelde. Met het Verdrag van Den Haag in 1795 kwamen Frankrijk en de in Nederland geïnstalleerde Franse vazalstaat, de Bataafse Republiek, overeen om de stad gezamenlijk te besturen. Frankrijk bleef echter dreigen met volledige annexatie van Vlissingen.
Napoleon, geïrriteerd door Lodewijks weigering om de dienstplicht in te voeren en de, door Lodewijk oogluikend toegelaten, grootschalige smokkelhandel met Engeland, besloot in 1807 om de daad bij het woord te voegen en legde de annexatie van Vlissingen op met het Verdrag van Fontainebleau. Vlissingen werd op 21 januari 1808 formeel bij Frankrijk gevoegd, als deel van het arrondissement Eeklo in het Scheldedepartement.
In ruil voor Vlissingen kreeg Lodewijk Oost-Friesland, dat Pruisen bij de Vrede van Tilsit in 1806 aan Frankrijk had afgestaan. Ook twee andere Oost-Friese gebieden kwamen in Hollandse handen: Jever, dat Rusland bij de Vrede van Tilsit aan Frankrijk had afgestaan, en het 1806 door de Fransen bezette Kniphausen. Verder kreeg het koninkrijk een deel van Luyksgestel van Frankrijk in ruil voor Lommel.
De Franse regering wilde wat betreft de Pruisische enclaves Sevenaer, Huysen et Malbourg niet verder gaan dan te bevestigen dat de 'koning van Holland' in het bezit moest komen van deze gebieden die volgens de verdragen van 1802 aan Holland toekwamen. Agar, de staatsraad van het Groothertogdom Berg, zegde hierbij toe dat hij commissarissen naar Wesel zou sturen om de overdracht met Berg te regelen. Het zou tot 1816 duren voor de werkelijke overdracht plaats zou vinden.

## Gevolgen
Het Verdrag van Fontainebleau was de eerste stap naar een algehele Franse annexatie van Nederland. Na de Britse inval in Zeeland in 1809 annexeerde Frankrijk heel Walcheren. In maart 1810 nam Napoleon heel Zeeland en Brabant en een deel van Gelderland, en enkele maanden later werd het hele koninkrijk Holland bij Frankrijk ingelijfd.